# Swifterkamp
Het Swifterkamp is een gereconstrueerde prehistorische nederzetting in Flevoland. Het kamp is even buiten Lelystad te vinden, aan de rand van Natuurpark Lelystad. Het kamp bestaat uit twee prehistorische boerderijen en een aantal hutten, die allemaal zijn nagebouwd naar archeologische vondsten in de buurt. In het Swifterkamp wordt de Swifterbantcultuur tot leven gebracht.